# Dobra Voda (Modriča)
Dobra Voda (szerbül: Добра Вода), kihalt település Bosznia-Hercegovinában, Modriča községben, a Szerb Köztársaság északi régiójában. 

## Fekvése
A település Bosznia-Hercegovina északi részén, Dobojtól légvonalban 30, közúton 39 km-re északra, községközpontjától légvonalban 13, közúton 20 km-re északnyugatra, a Vučjak-hegység lejtőin, 200-360 méteres magasságban fekszik. Vizei közül a Plavuša és a Kamenica folyók a Szávába , a Dobra voda pedig a Ljubioča folyóba ömlik. A környéken számos patak található. A terep dombos, többnyire bükkös és gyertyános erdőkkel borított, kevés szántófölddel.

## Népessége

### A község népessége
| Nemzetiségi csoport | Népesség 1991 | Népesség 2013 |
| ------------------- | ------------- | ------------- |
| Szerb               | 2             | 2             |
| Bosnyák             | 0             | 0             |
| Horvát              | 85            | 1             |
| Jugoszláv           | 1             | 0             |
| Egyéb               | 1             | 0             |
| Összesen            | 89            | 3             |

## Története
A falu területén talált két, Apollonia és Dyrrachium városában vert i. e. 2. századi illír-görög drachma, valamint a két 4. századi római császárkori pénzérme arra enged következtetni, hogy itt már az ókorban élénk kereskedelmi élet folyt.
A horvát lakosságú település 1878-ig tartozott az Oszmán Birodalomhoz. Ekkor a berlini kongresszus határozata alapján az Osztrák-Magyar Monarchia része lett. Dobra Vodát 1895-ben Dugo Polje falu egyik kis településeként tartották számon. A monarchia szétesésével 1918-ban előbb a Szerb-Horvát-Szlovén Királyság, majd 1929-től a Jugoszláv Királyság része lett. Az 1929-es törvény értelmében, amikor Bosznia-Hercegovinát négy banovinára, Drinskára, Vrbaskára, Zetskára és Primorskára osztották, a település a Vrbaska banovina (Orbászi Bánság) része lett, amelynek székhelye Banja Luka volt. 1939-ben a közigazgatás átszervezésével a Hrvatska banovina (Horvát Bánság) része lett.
A második világháborúban Jugoszlávia megszállása után a Független Horvát Állam (NDH) része lett. A második világháború után 1992-ig a település a szocialista Jugoszlávia keretében a Bosznia-Hercegovinai Népköztársaság része volt. 1953-tól különálló faluként, 87 háztartással és 413 lakossal rendelkezett. 1971-ben még 234 lakossal rendelkezett. 1973-ban kapott villamos áramot, a lakosságot pedig ivóvízzel látták el.
A boszniai háború idején a település horvát lakosságát elüldözték. A boszniai háborút lezáró daytoni békeszerződés rendelkezése alapján az ország területét felosztották a Bosznia-hercegovinai Föderáció és a boszniai Szerb Köztársaság között. A békeszerződés utáni területmegosztási megállapodás értelmében a település a Boszniai Szerb Köztársasághoz került. 2013-ban - három háztartás és három lakos, de 2016-ban már csak egy lakos élt a faluban (a Letić családból).

## Nevezetességei
Szent Anna tiszteletére szentelt római katolikus templomát a boszniai háborúban lerombolták. Újjáépítése 2009-ben történt.

## Fordítás
- Ez a szócikk részben vagy egészben  a(z)   Добра Вода (Модрича) című szerb Wikipédia-szócikk ezen változatának fordításán alapul.  Az eredeti cikk szerkesztőit annak laptörténete sorolja fel. Ez a jelzés csupán a megfogalmazás eredetét és a szerzői jogokat jelzi, nem szolgál a cikkben szereplő információk forrásmegjelöléseként.